# 池尻愛吏
JILI♡（じり、10月7日 - ）は、日本のタレント、グラビアアイドル。青森県出身。元リップ所属。2022年3月以降はフリー。

## 経歴
青森県野辺地町生まれの八戸市育ち。2017年にグラビアデビューし、2018年にオフィス彩に所属。
2018年にオフィス彩を退所し、芸能活動を一年間休止する。
2019年にリップにスカウトされ、移籍した。同年秋には自身のYouTubeチャンネルを開設。
2022年2月27日のイメージDVD『何がしりたいの？』発売記念イベントを以ってグラビア活動を一時休止。
2022年4月15日、本人のTwitterで2月28日をもってリップとの契約を終了していた事を発表し、併せて4月15日から池尻愛凛（名前の読みは同じ）に改名して無所属となった。同年5月28日頃から名前の表記が池尻愛吏となる。

## 作品

### DVD
伊藤愛梨 名義
- COSME～コス娘～（2017年7月21日、イーネット・フロンティア）
- 白く透き通るLADYは露出シンデレラ（2017年9月10日、IMPACT）※ブルーレイ同時発売

池尻愛梨 名義
- 愛の嵐（2018年7月27日、スパイスビジュアル）[6]
- 愛尻（2019年12月20日、竹書房）[7]
- いけないヒップ（2021年6月25日、竹書房）
- 何がしりたいの？（2022年2月21日、イーネット・フロンティア）[1]

## 出演

### 映画
- 心霊ツアーズ（2018年8月25日公開、ブラウニー）[8]

### テレビ
- それって!?実際どうなの課（中京テレビ）- 「1週間ひたすら目に良いことだけをやり続けたら視力は上がるのか」[9]
  - 2020年5月27日 - 地上波初出演
  - 2020年9月16日
  - 2021年5月19日

### 動画
1. 1 2  あいりんまるch. 映像 - YouTube（2021年10月17日）2022年7月4日閲覧。
2. ↑  あいりんまるch. C→Gになりました。育乳マッサージって大事! - YouTube（2020年4月28日）2022年7月4日閲覧。
3. 1 2  あいりんまるch. 【vlog】韓国旅行2泊3日で24800円!? - YouTube（2019年9月12日）2022年7月4日閲覧。